# Літин (селище)
Лі́тин — селище в Україні, Вінницького району Вінницької області. Адміністративний центр Літинської селищної громади.

## Загальні дані
Літин розташований біля річки Згар. Площа містечка становить 680 га.
У Літині проживає (2-а пол. 2000-х рр.) 6817 осіб, серед них:
- 1790 пенсіонерів;
- 54 інвалідів Другої Світової війни;
- 106 солдатських вдів;
- 56 багатодітних сімей.

Загальний житловий фонд (2-а пол. 2000-х рр.) становить 42 багатоквартирних будинків, або майже 700 квартир та 2400 індивідуальних житлових будинків.
Тут розташована Літинська виправна колонія (№ 123).

## Історія

### Походження назви
Достовірним фактом можна вважати походження назви «Літин» від корня «літ», який складає основу географічної назви «Літва», що значить «Заболочена країна». У 1972 році районна газета «Радянське життя» опублікувала серію статей про древній Літин. Через рік до редакції завітав житель с. Боркова, пенсіонер-колгоспник Степан Захарович Валігура. Він переповів таку легенду: ‘Де Літин стоїть, у ту давню пору було тільки перехрестя доріг, по яких тяглися різні товари. А та місцевість і назви не мала, безлюдна була. Тільки на перехресті корчма стояла, у якій Літа горілкою торгувала, а горілка в ту пору з меду варилася. А навпроти степка в Згару на острові стояв мужицький монастир. [У документах XIX ст. дійсно є інформація про чоловічий монастир над річкою Згаром, поблизу Майдану Почапинецького (тепер с. Зоринці) — авт.] 3 Києва часто по цих дорогах проїздив у монастир Нестор Літописець, він родом був киянин. Певно і в корчму заїздив, і Літа добре його пригощала. Він у своєму літопису і назвав цю місцевість Літином — на ім'я Літи. І поставив герб Літина — чотири берези, а посередині корчма.

### Перші згадки
Літин має давню і цікаву історію. Перші згадки про нього датуються кінцем XIV століття. Довгий час вважалося, що першою згадкою про Літин є грамота великого князя Свидригайла від 21 травня 1431 року. Ця грамота встановлювала межі володінь панів Микулинських і Кмитів. Землі по ліву сторону від річки Кулиги, згідно з цим документом, належать Микулинським, а по праву, з Літином — є майном брацлавського землянина Кмити.
Проте, кілька років тому було знайдено документи, які доводять, що Літин старіший. В Національному історичному архіві Білорусі знайшли пергаментний документ — грамоту князя Федора Коріятовича, володаря Поділля — від 20 червня 1391 року. В ній йдеться про те, що Костянтин і Федір Коріатовичі дарять в «отчину и дидичну» Сокілець і інші привілеї своєму вірному слузі Гриньку: "А дали есмы ему границу к Сокольцю: от Чжюнькова долов Росью по устье Малой Торчице, а от Плискова долов Роской аж до устья, а от верха Кропивной аж до устья, а от устья Кропивной долов Богом аж до устья Собу, а от Дашевцов долов Собом, аж до устья Собу, а от Звенигорода дали мы ему границу аж по Конелыи. И со всеми с тыми потокы што в тым рекам сидят и по тых потоках, и с лесы, и с поли, и с дубравами, и со всеми с тыми вжитки…
А к той Соколецкой волости придали ему наша старейшая братья и мы Збынов поток весь от верха аж до устья а село Глинянець, а Вороновицю, а Прилук, а Ильинци, а на реце на Русаве дали есмы ему в трех местах люди садит. А также теща его княгини Андриановая Веинецьская дали пану Гринькови и своим детям своя села перед нами и передо всею нашею радою и с нашею волею: село Микулиньци, Литыню, Вонячин, Дешковци, Стрижевку, и со всем с тым, што к тому прислушаеть… " .
Тобто ця грамота не тільки зафіксувала низку географічних назв Вінниччини, а й утвердила те, що на 1391 рік вони існували і мали своїх володарів, що вказує на їхній ще старіший вік.

### У складі Речі Посполитої
На початку XVI століття поселення вважалось торговельним і ремісничим центром. У 1511 році навіть була затверджена Літинська міра продажу хліба. Через Літин проходив торговий шлях «Київ-Львів». На острові, утвореним річкою Згаром та її притокою Шмигавкою, було споруджено укріплений замок. 29 березня 1566 року Філон Кміта подільські маєтки, у тому числі й Літин, за дозволом короля через їх віддаленість до місця державної служби поміняв на Чорнобиль. Отож з 1566 р. Літин, у власності Великих Князів Литовських — центр староства. У 1578 р. містечко отримало магдебурзьке право.
30 вересня 1604 року в містечку зупинялося українсько-польське військо яке 20 червня 1605 року захопило Москву.
1648  — рік звільнення Літина загоном Максима Кривоноса від польсько-шляхетського панства. У листопаді 1653 року український гетьман Богдан Хмельницький приймав послів від татарського хана у Літині. Після визволення у 1648 р. став сотенним містечком Брацлавського полку.
Від серпня 1797 р. Літин став повітовим містом Подільської губернії — центром Літинського повіту. Щороку в ньому відбувалось до 4-х ярмарків.
Історія Літина XIX століття тісно пов'язана з іменем народного месника Устима Кармелюка. У 1814 р., 1822—23 рр., 1827 р., 1830—32 рр. він був за ґратами Літинської в'язниці, чекаючи на страту (вже у 2-й пол. ХХ ст. в одному з приміщень буцегарні розмістився Літинський краєзнавчий музей імені Устима Кармалюка). Очоливши повстання тюремних в'язнів, у 1827 р. народний герой здійснив втечу.

Вид на Літин, 1910 рік

У 1896 році в Літині було 11162 мешканці (5433 чоловіки та 5729 жінок), з їхнього числа юдеїв — 5040, православних — 3846, розкольників — 1135 (поповців — 385, безпоповців — 750), католиків — 880, протестантів — 162, представників інших вірувань — 99; за становим розподілом дворян у містечку налічувалось 410 осіб, представників духовного стану — 49, почесних громадян та купців — 686, міщан — 8 977, селян — 545, військових — 371, інших — 124. За статистикою того ж року в Літині були 3 православні церкви, 1 костел, 2 розкольницьких молитовних будинки і аж 4 синагоги та єврейських молитовних будинків. Загалом житлових будинків тоді налічувалось — 930, із них кам'яниць лише 12. Соціальну сферу в містечку представляли 2-класне міське чоловіче училище і 1 жіноче училище, а також лікарня, аптека, млин, 2 цегельних заводи та 1 шкіряний.

### Національно-визвольні змагання 1917—1921 років
Восени 1919 року до Літина прибуває сотник із залогою Української Галицької Армії Омелян Колодницький, за короткий час не лише у місті, але й в повіті запанували порядок і спокій, населення на знак вдячності відкриває своїм коштом стрілецьку лічницю на 200 місць, де організувало догляд за хворими та пораненими. Відповіддю на відклик галицької залоги до командарма — генерала Тарнавського — прибула делегація містян з Літина. Осип Левицький: «Ми тільки й зазнали спокою за час перебування цеї команди», — заявляли вони й просили залишити О. Колодницького зі стрільцями, адже, відзначали літинці, «це рішає про життя наше, наших жінок і дітей».
У 1921 році, уже коли в окрузі закріпилася більшовицька влада, довкола Літина активно діяв український повстанський загін отамана Орла. 1 травня разом із повстанцями з Київщини без втрат захопили місто (де перебувало до 400 більшовиків) на одну ніч, аби визволити з тюрми одного з київців — поручника Красоту. При цьому повстанці розгромили ЧК, пошту, ревком, райвідділ міліції, в'язницю, а також військкомат, де перебував охоронний батальйон зі 120 червоноармійців, та здобули 20 коней.

### Радянська влада
Від березня 1923 року Літин став центром однойменного району Вінницького округу.
Під час організованого радянською владою Голодомору 1932—1933 років померло щонайменше 90 жителів Літина.
З 17 липня 1941 року по 20 березня 1944 року — Літин під нацистською окупацією. У роки Другої світової війни діяло гетто, куди нацистами насильно зганялися євреї.
В січні 1967 року відбулося відновлення статусу Літина як райцентру і початок нового функціонування Літинського району. За повоєнний час у містечку збудовані нові житлові будинки, об'єкти промислового і соціального призначення.

## Населення

### Мова
Розподіл населення за рідною мовою за даними перепису 2001 року:
| Мова            | Кількість | Відсоток |
| --------------- | --------- | -------- |
| українська      | 6662      | 95.42%   |
| російська       | 301       | 4.32%    |
| білоруська      | 6         | 0.09%    |
| вірменська      | 6         | 0.09%    |
| румунська       | 4         | 0.06%    |
| грецька         | 1         | 0.01%    |
| інші/не вказали | 1         | 0.01%    |
| Усього          | 6971      | 100%     |

## Економіка: промисловість, транспорт і торгівля
На території смт Літина розвивається промисловість, транспортна галузь.
Всього в Літині зареєстровано 453 підприємства, фірм, організацій, товариств. Основними бюджетонаповнювачами є:
- ВАТ «Літинський молочний завод», на якому працює 463 ос.;
- ТОВ «Літинський м'ясокомбінат» — 131 ос.;
- ТОВ ВП «Маріо» — 140 ос.
- ТОВ «Поділля» -

Через Літин проходить траса Вінниця — Хмельницький (E50) як частина автошляху міжнародного значення Умань — Краківець, Лісабон-Пекін. Північну частину району перетинає залізниця, на якій розташована станція Уладівка (протяжність — 9 км).
У селищі працюють 42 об'єкти торгівлі, 2 ринки, підприємства побутового обслуговування.
У 2014 р. бюджет Літина становив 6,87 млн грн.

## Соціальна сфера

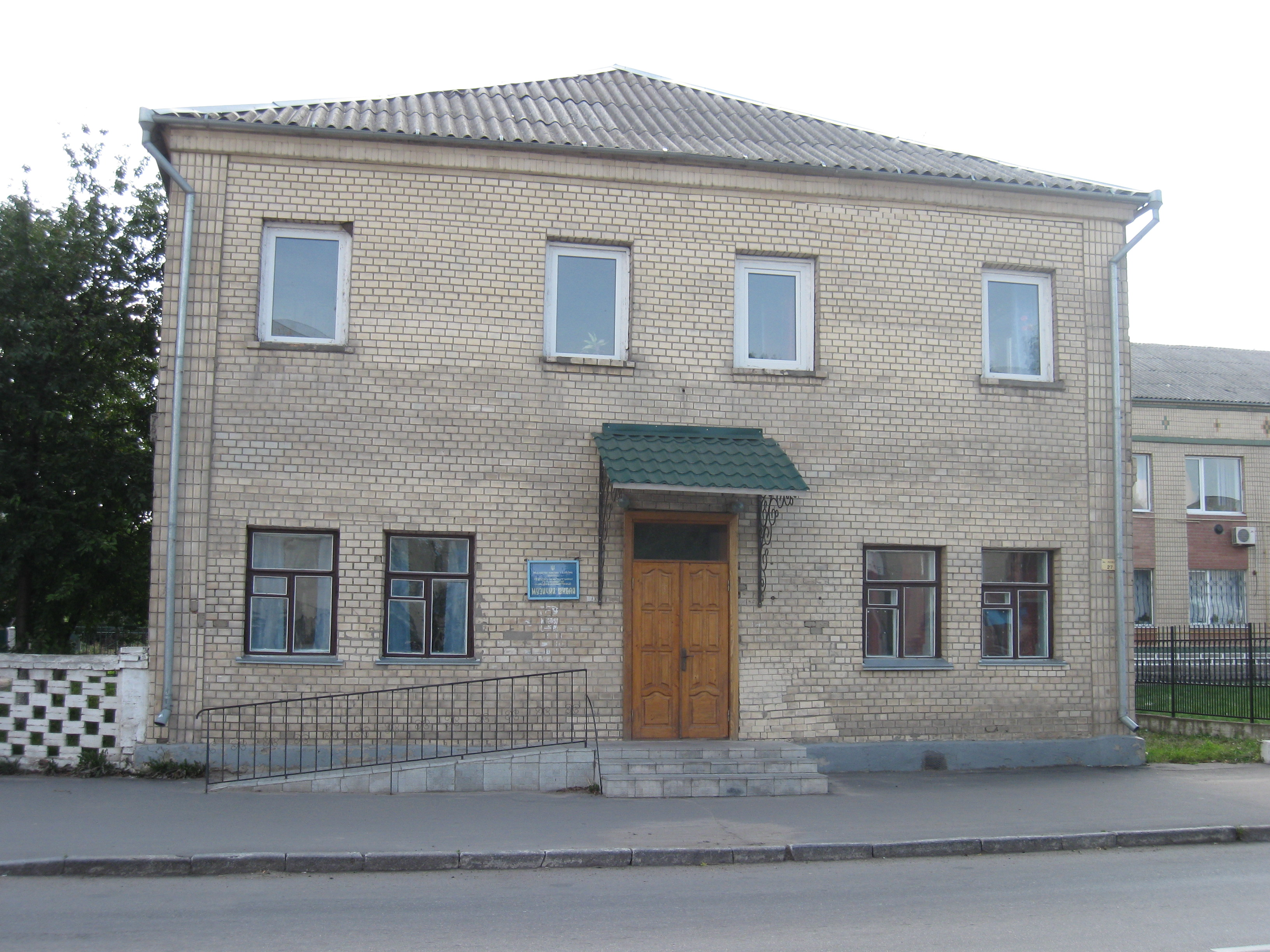
Літинська музична школа

На території Літина функціонують наступні заклади соціальної сфери (медицини і освіти, у тому числі позашкільної):
- центральна районна лікарня
- РайСЕС, 5 аптек і аптечний кіоск
- 2 загальноосвітніх школи І-ІІІ ст.
- два дитячих садочки
- ДЮСШ, ЦДЮТ, музична школа
- Університет культури
- Районний Будинок культури

У смт Літині газифіковано ЦРЛ, школи, дитячі садки, заклади культури і спорту, установи, підприємства, організації. Природним газом користується значна кількість мешканців містечка.

## Культура

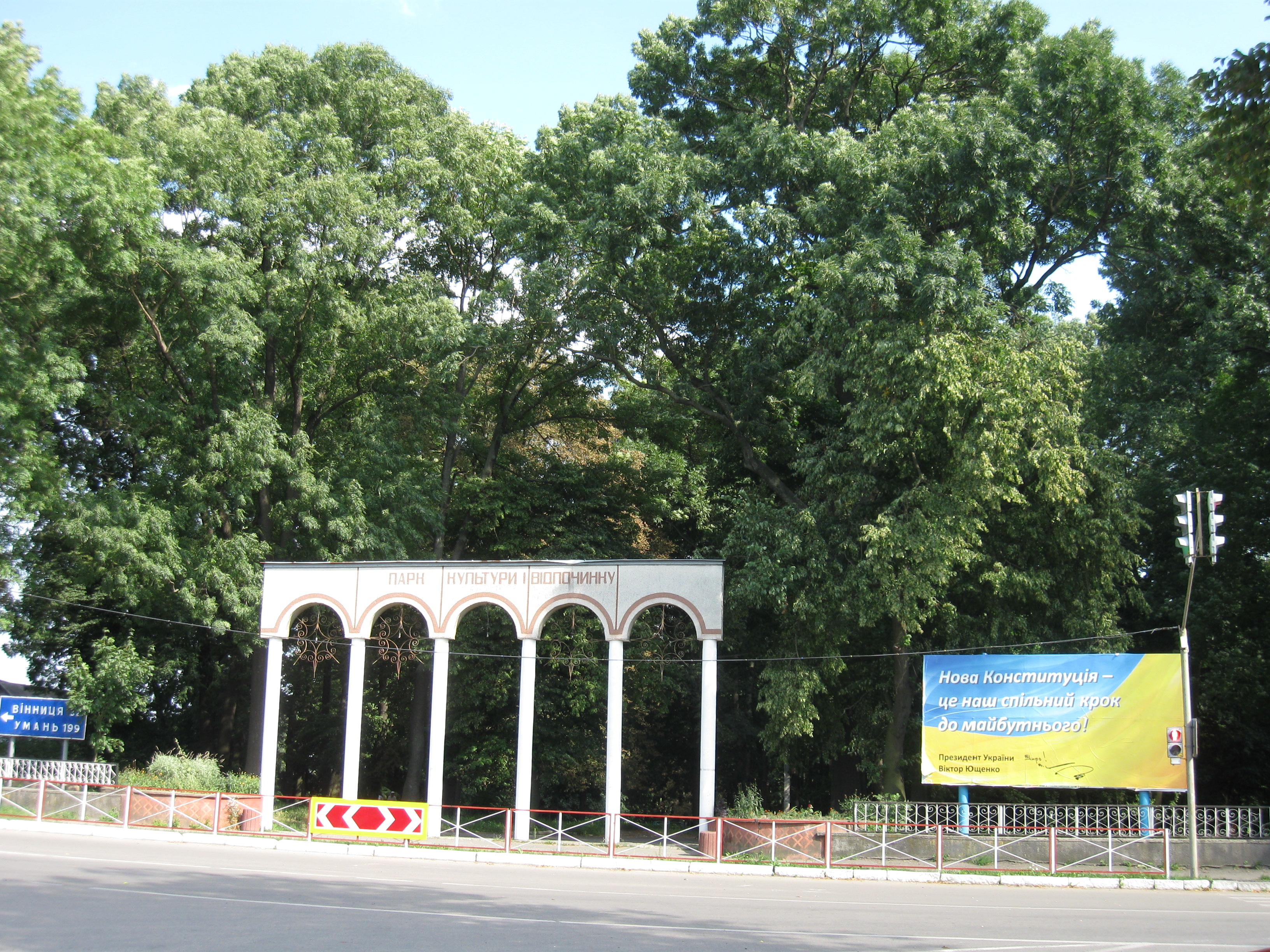
Центральний вхід до Парку культури і відпочинку

У Літині функціонують різноманітні заклади культури, культурно-мистецькі об'єднання, творчі колективи.
Осередком культурного життя Літина (і всього району) є районний будинок культури. Функціонують бібліотеки, у тому числі центральна районна та дитяча, при освітніх закладах тощо.
В Літині функціонує громадська культурно-наукова організація Подільський народний університет Культури. Гордістю містечка і району є Літинський краєзнавчий музей імені Устима Кармалюка.
Працює районний кінотеатр. Улюбленим місцем відпочинку містян є Парк культури та відпочинку.
У містечку збереглися каземати старої в'язниці (пам'ятка XVIII—XIX ст.); встановлено низку пам'ятників, пам'ятних знаків і меморіалів — меморіал воїнам ДСВ ; меморіал загиблих у війні в Афганістані та пам'ятний знак жертвам голодоморів і політичних репресій (за незалежності України).

## Відомі люди

### Народилися
- Бертьє Давид Соломонович — заслужений професор та заслужений діяч мистецтв УРСР,
- Микола Битинський (*1893 — †1972) — мистецький критик, маляр, графік, геральдист, поет, педагог.
- Гусєв Сергій Олексійович — український науковець, історик, дослідник трипільської культури, плідно працює на теренах археології, кандидат історичних наук, доцент.
- Дозірчий Дмитро Леонідович (* 1997) старший лейтенант, командир танкової роти 59 ОМПБр Збройних сил України, учасник російсько-української війни. Герой України (2022).
- Замоцний Христофор Тимофійович (14.11.1917 р.) — поет, пісняр, автор збірки віршів «Скорботна Літиніада», у яку ввійшов гімн смт Літин.
- Маркушевський Петро Трохимович (1919—2001) — літературознавець, фольклорист.
- Мельничук Лідія Семенівна (1955—2005) — український історик.
- С. Слободянюк-Подолян (*1876 — †1932) — український живописець.
- Собко Сергій Станіславович (* 1984) — підполковник, Герой України.
- Шаламай Анатолій Севастянович (* 1944) — кандидат хімічних наук, заступник генерального директора з науки ЗАТ «НВЦ „Борщагівський хіміко-фармацевтичний завод“», лауреат Державної премії України в галузі науки і техніки (2001).
- Шепель Яків Матвійович — повстанський отаман на Літинщині, полковник Армії УНР.
- Шурин Юлія Степанівна — військовослужбовиця Національної гвардії України, психологиня.

### Літинські старости
- Александер Суходольскі — тесть Миколая Дідушицького (помер 1682)[13]
- Міхал Сьвідзінський — радомський каштелян, син Станіслава
- Ян Каз. Красінський — підскарбій великий коронний[14]
- N. Стшалковський гербу Правдич — чоловік Катажини Фредро
- Александер Стшалковський — син попереднього[15]

## Галерея

У Літині, світлина 1910 року
Будинок старої забудови
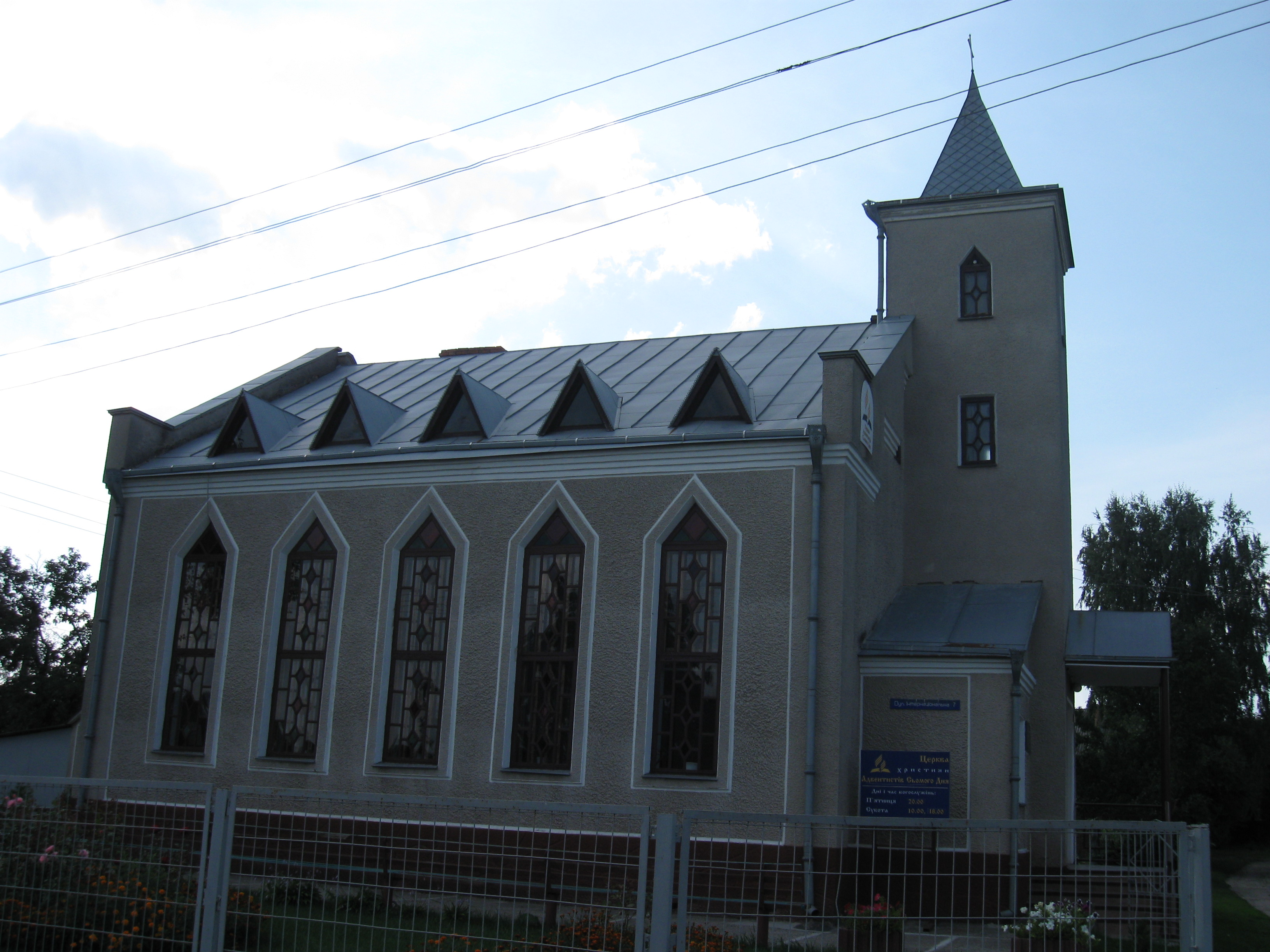
Церква християн Адвентистів Сьомого Дня

- Файл:Собор первоверховних апостолів Петра і Павла у смт Літин Вінницької області.jpg
Пам'ятний знак Жертвам голодоморів і політичних репресій
Меморіал воїнів німецько-радянської війниМеморіал воїнів німецько-радянської війни
Меморіал воїнів-афганців
Літинська дитячо-юнацька спортивна школа
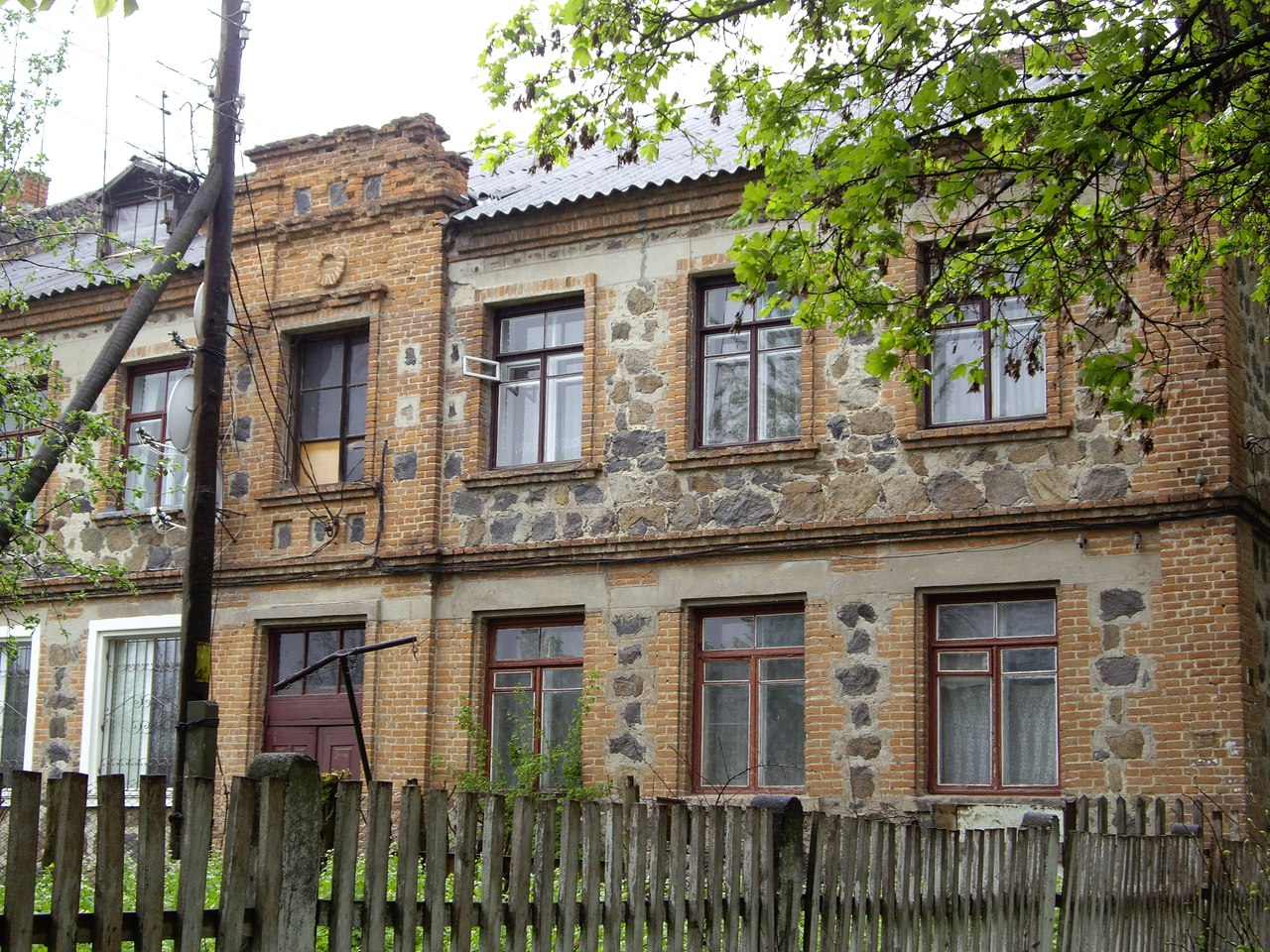
Будинок в Літині

## Виноски
1. 1 2  Історія Літина. www.my-litin.narod.ru. Архів оригіналу за 30 квітня 2017. Процитовано 2 червня 2017.
2. ↑  Грамоти великих князів литовських з 1390 по 1569 рік / Під редакцією В.Антоновича та К.Козловського. — К., 1868. — X + II + 166 с. [Архівовано 15 травня 2015 у Wayback Machine.] (рос.)
3. ↑  (тепер Городище Літинського району)
4. ↑  Czarnobyl // Słownik geograficzny Królestwa Polskiego. — Warszawa : Druk «Wieku», 1880. — Т. I. — S. 751. (пол.) S. 751
5. ↑  Похід на Москву / П. Блавацький. – Київ: Видавець Корбуш, 2020. – 208 с. ISBN 978-966-2955-49-1
6. ↑  Гальчевський Яків. Проти червоних окупантів // Кам'янець-Подільський: ПП «Медобори-2006», 2011. — 360 с.
7. ↑  Літин. Геоінформаційна система місць «Голодомор 1932—1933 років в Україні». Український інститут національної пам'яті. Процитовано 18 червня 2020.{{cite web}}:  Обслуговування CS1: Сторінки з параметром url-status, але без параметра archive-url (посилання)
8. ↑  Maryna., Dubyk,; Марина., Дубик, (2000). Dovidnyk pro tabory, ti︠u︡rmy ta hetto na okupovaniĭ terytoriï Ukraïny (1941-1944) = Handbuch der Lager, Gefängnisse und Ghettos auf dem besetzten Territorium der Ukraine (1941-1944). Kyïv: Derz︠h︡avnyĭ komitet arkhiviv Ukraïny. ISBN 9665041886. OCLC 45595209.{{cite book}}:  Обслуговування CS1: Сторінки з посиланнями на джерела із зайвою пунктуацією (посилання)
9. ↑  Рідні мови в об'єднаних територіальних громадах України — Український центр суспільних даних
10. ↑  Прийнято бюджет на 2014 рік селища Літин. lityn-selrada.com.ua (укр.). Архів оригіналу за 22 лютого 2019. Процитовано 2 червня 2017.
11. ↑  Веб-сторінка Подільського народного університету Культури[недоступне посилання]
12. ↑  Dzieduszyccy (01) [Архівовано 21 вересень 2013 у Wayback Machine.] (пол.)
13. ↑  Niesiecki Kasper. Korona Polska przy Złotey Wolnosci Starożytnemi Wszystkich Kathedr, Prowincyi y Rycerstwa Kleynotami Heroicznym Męstwem y odwagą, Naywyższemi Honorami a naypierwey Cnotą, Pobożnością y Swiątobliwością Ozdobiona … [Архівовано 2 квітня 2015 у Wayback Machine.] — T. 2 — Lwów: w drukarni Collegium Lwowskiego Societatis Jesu, 1738. — 761 s. — S. 699. (пол.)
14. ↑  Niesiecki Kasper. Korona Polska przy Złotey Wolnosci Starożytnemi Wszystkich Kathedr, Prowincyi y Rycerstwa Kleynotami Heroicznym Męstwem y odwagą, Naywyższemi Honorami a naypierwey Cnotą, Pobożnością y Swiątobliwością Ozdobiona …[недоступне посилання] — T. 4. — Lwów: w drukarni Collegium Lwowskiego Societatis Jesu, 1743. — 820 s. — S. 223—224. (пол.)